# Mihael Stroj
Mihael Stroj, nato Michael Stroy (Ljubno, 30 settembre 1803 – Lubiana, 19 dicembre 1871), è stato un pittore sloveno vissuto nell'impero austro-ungarico.

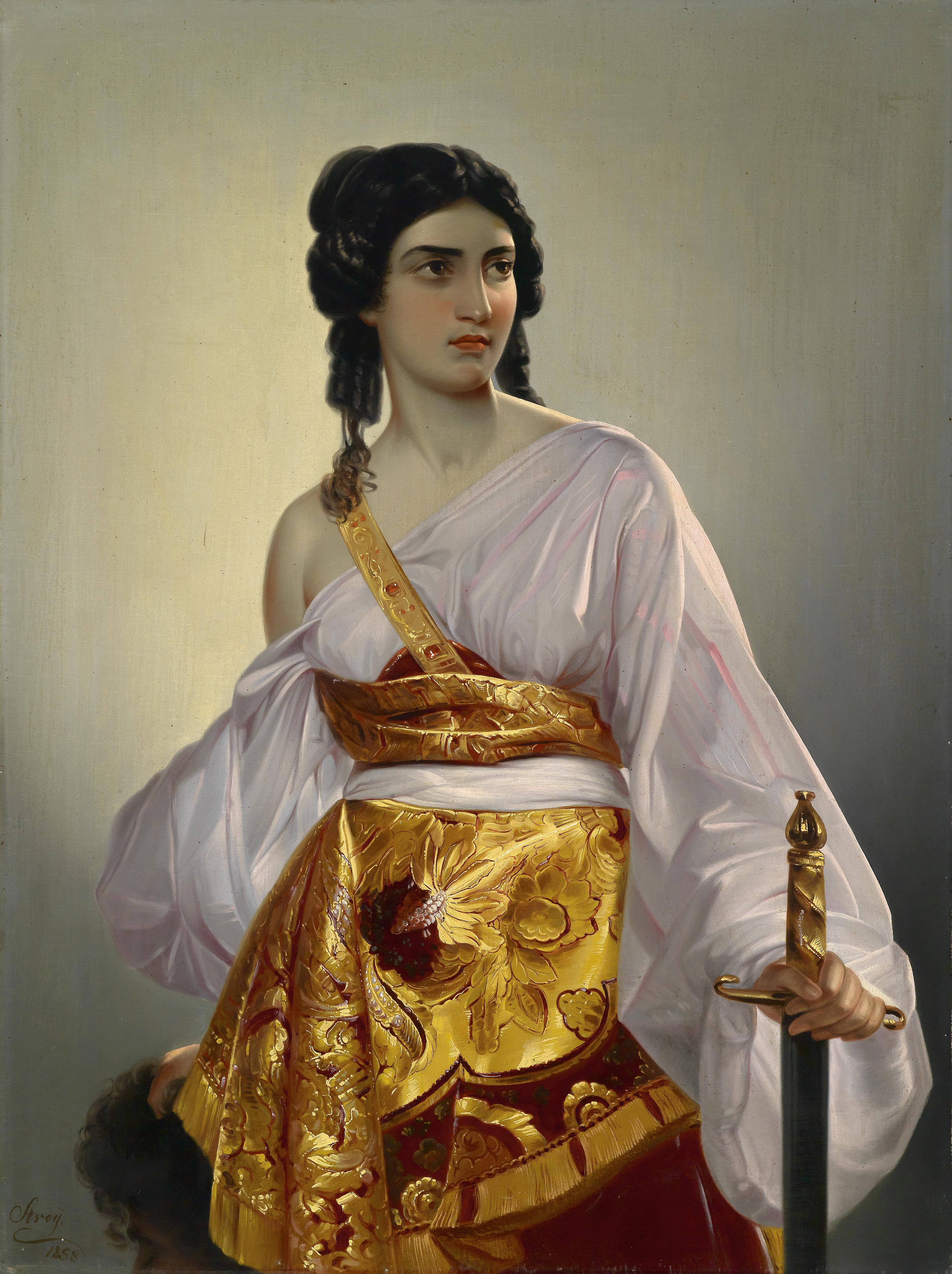
Giuditta con la testa di Oloferne, 1858 (copia da August Riedel)

Egli usò il proprio nome di battesimo in tedesco, Michael Stroy, per tutta la vita, e questo è anche il nome scritto sul suo certificato di morte. La slovenizzazione Mihael Stroj apparve più o meno un decennio dopo la morte dell'artista.

## Biografia

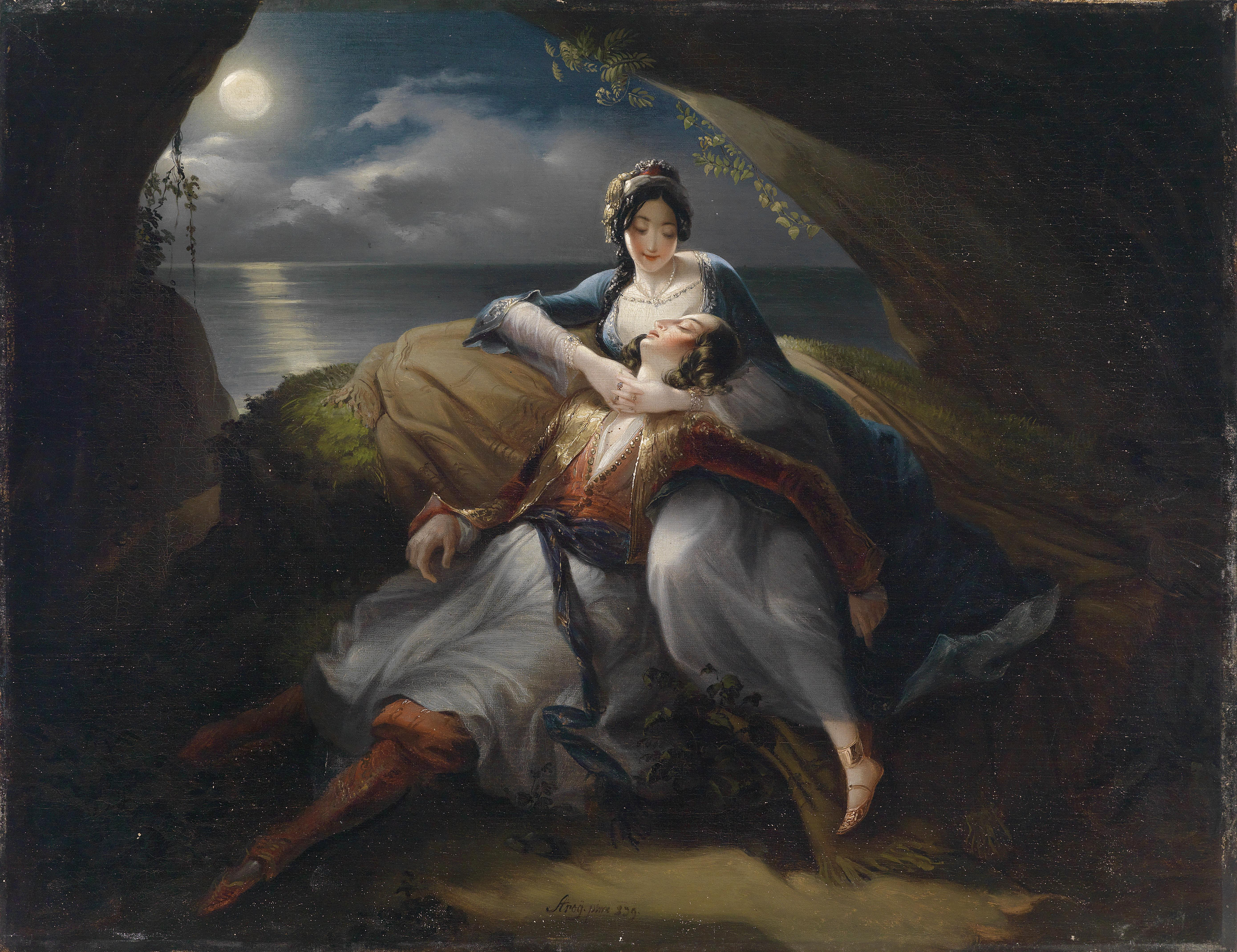
Angelica e Medoro, 1833

Mihael Stroj era il quinto figlio di Anton Stroy e sua moglie Maria, che da nubile si chiamava Kokail. Egli passò la sua infanzia a Ljubno, nell'Alta Carniola. Nel 1812, sua madre morì di fatica. Poco dopo, suo padre si risposò, vendette la sua proprietà a Ljubno e si trasferì a Lubiana con la sua famiglia. Mihael Stroj frequento la Glavna vzorna šola, dove completò la quarta classe nel 1817 con degli ottimi voti. Quindi si unì alla cosiddetta classe degli artisti, che concluse nel 1820 con la lode. Egli continuò la propria istruzione a Vienna, dove si iscrisse all'accademia di belle arti nel 1821. Le sue prime opere giunte fino a noi, uno schizzo di una testa e un autoritratto, risalgono a questo periodo. Si sa che Stroj era ancora uno studente all'accademia di belle arti nel 1825, ma non si sa se concluse lì i propri studi.
Nel 1830, Stroj passò del tempo a Zagabria, dove divenne un ritrattista per la nobiltà e la borghesia. Grazie alle commissioni numerose che ricevette, rimase a Zagabria. Visse in Croazia (con dei soggiorni intermittenti in Slovenia) fino al 1842. In questo periodo non dipinse soltanto un gran numero di ritratti, ma anche delle opere a soggetto religioso, inclusi dei quadri per gli altari delle chiese di Vugrovec and Nova Rača.
In Croazia, Stroj si avvicinò alle idee dell'Illirismo ed ebbe a che fare con i membri del movimento illirico, come Stanko Vraz, Djuro Jelačić, la famiglia Ožegović e altri.
Nel 1841, Stroj sposò Margareta Berghaus, con la quale ebbe cinque figlie. L'anno successivo tornò a Lubiana, dove continuò a dipingere dei ritratti della borghesia locale, anche se riceveva ulteriori commissioni dalla Croazia. Morì nella sua casa a Lubiana dopo aver subito molti infarti.

## Opere

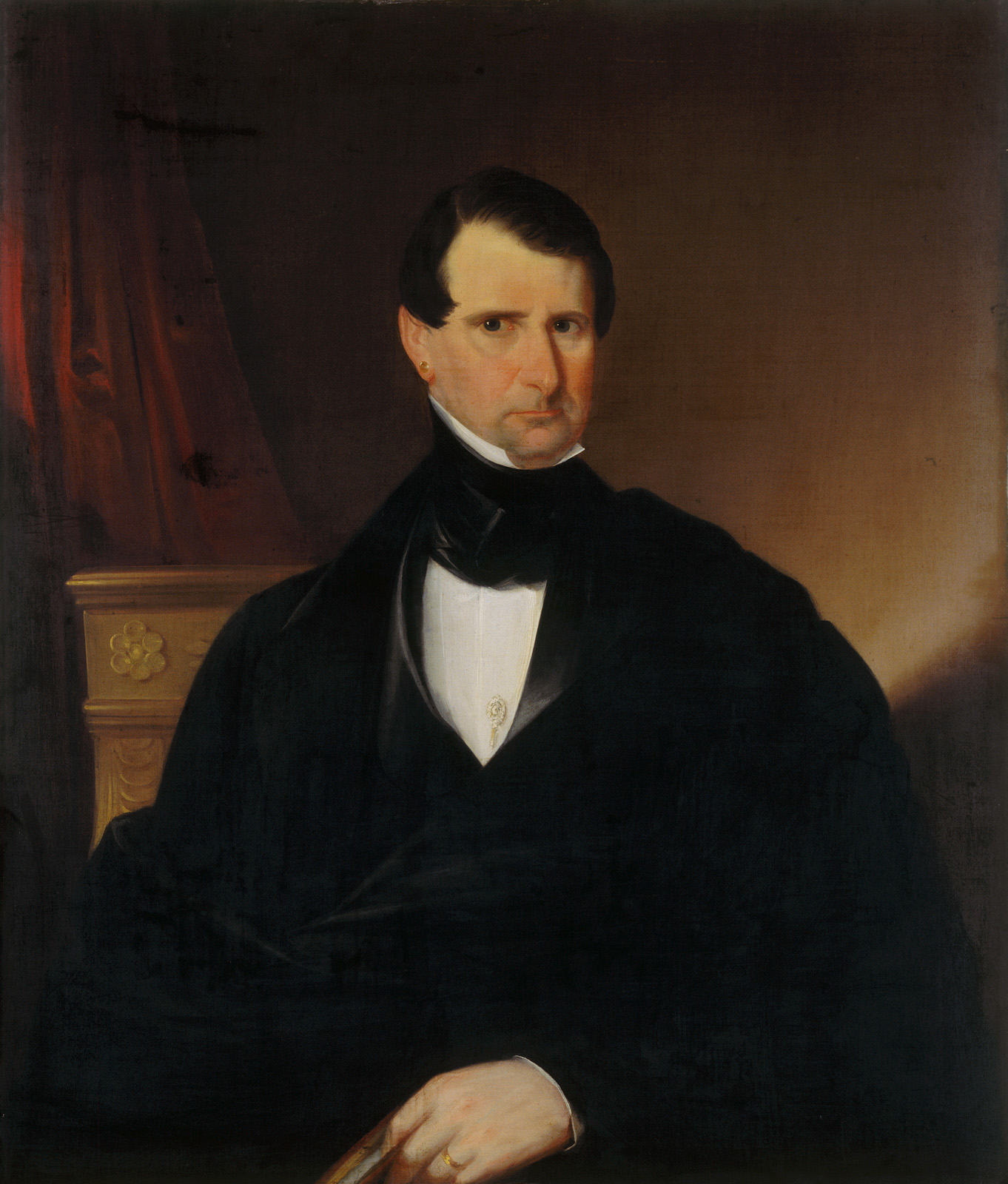
Ritratto del dottor Blaž Crobath, 1842

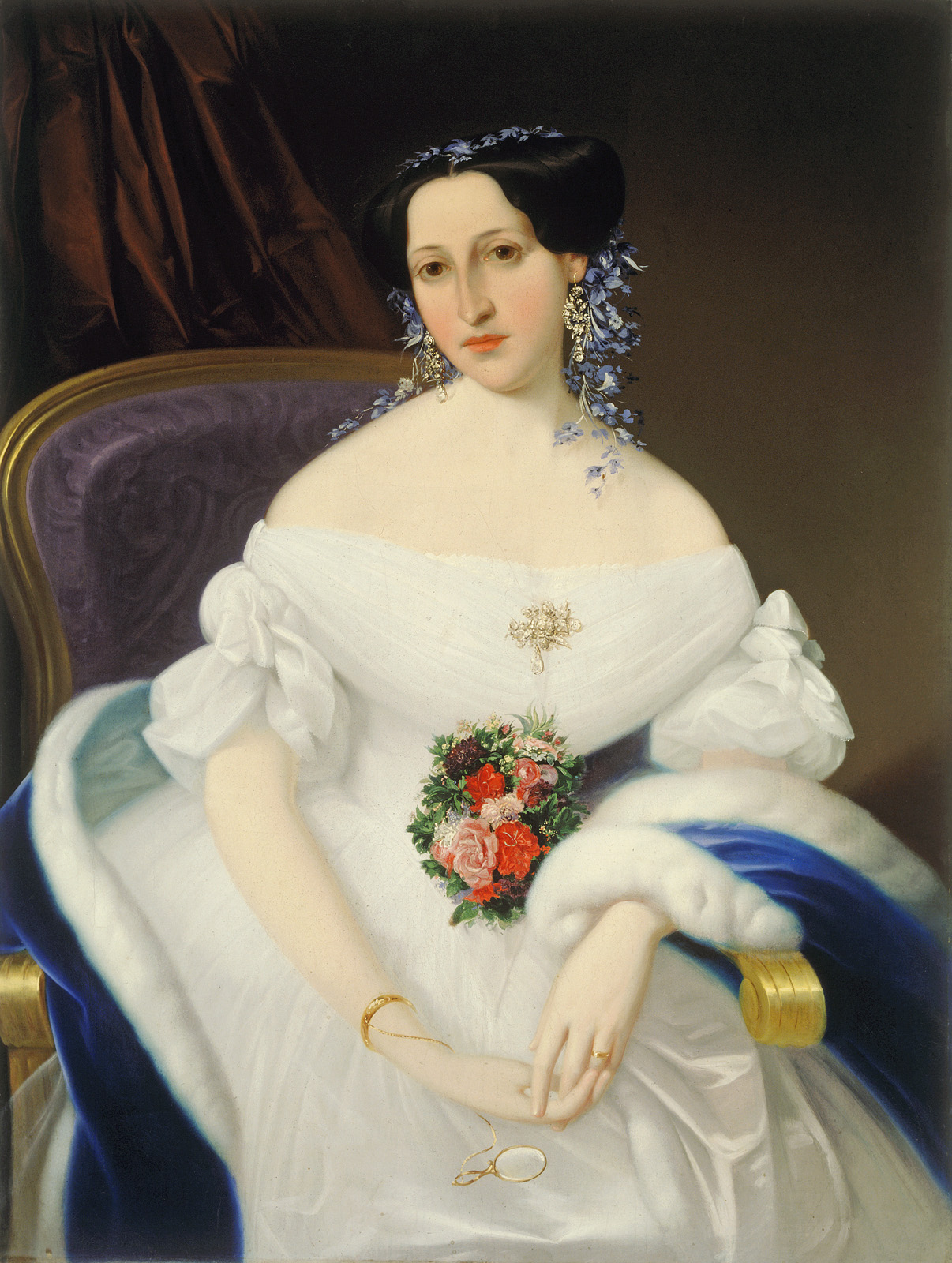
Ritratto di Luiza Pesjak, 1855 circa

Mihael Stroj fu uno dei pittori sloveni più importanti del diciannovesimo secolo. La sua arte riflette il classicismo e il romanticismo dei suoi tempi, ma c'è anche un'influenza dello stile Biedermeier. La maggior parte delle sue opere sono dei dipinti ad olio, che firmava come Stroy.
I ritratti dei membri ricchi della borghesia di Lubiana, di Zagabria, di Fiume e di Varasdino costituiscono la maggior parte della sua opera, anche se dipinse pure dei motivi religiosi, delle opere di genere e dei temi storici. Segue una lista non esaustiva delle opere di Stroj.

### Ritratti
- J. Martinčič (1830)
- Monsignor Mirko Karlo Raffay (1830 circa)
- Djuro Jelačić (1832)
- Kristofor Stanković (1833)
- Karlo Jelačić (1834)
- Stjepan Ožegović (1837)
- Julijana Gaj (1838)
- Monsignor Juraj Haulík (1840)
- Un uomo con il collare rosso (1840)
- Stanko Vraz (1841)
- Dottor Blaž Crobath (1842)
- Mihael Ambrož (1850)
- Luiza Pesjak (1855 circa)
- Monsignor Anton Alojzij Wolf (1857)
- Ragazza di Lubiana (1858)
- Therese Proch (1860 circa)

### Dipinti di genere o storici
- La carica di Nikola Šubić Zrinski alla fortezza di Szigeth (1821)
- Angelica e Medoro (1833)
- Nella fucina (1838)
- Scena storica (?)
- Danza delle fate (?)
- Asia (?)
- Europa (?)

### Opere religiose
- La cura di Dio (1842)
- Aiuto Maria (?)
- San Floriano (1855 circa)
- Maria con Gesù in trono (1857)
- Giuditta con la testa di Oloferne (1858)
- Sant'Antonio abate (1863)

## Galleria d'immagini

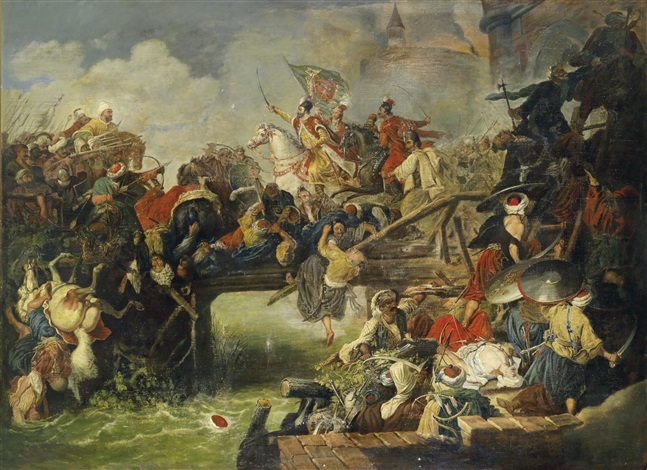
La carica di Nikola Zrinski alla fortezza di Szigeth, 1821
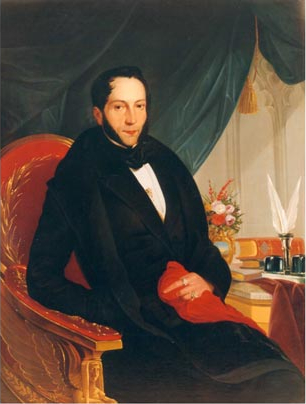
Kristofor Stanković, 1833
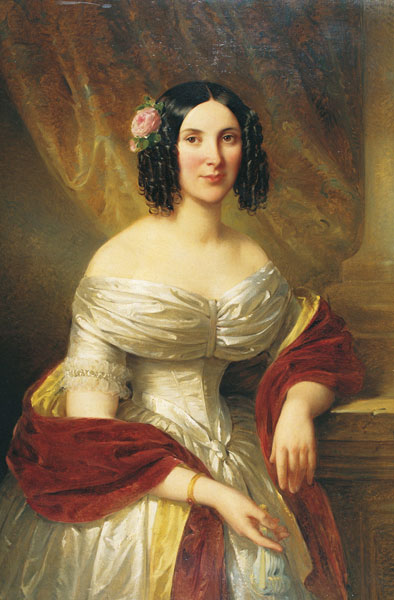
Therese Proch, 1860 circa
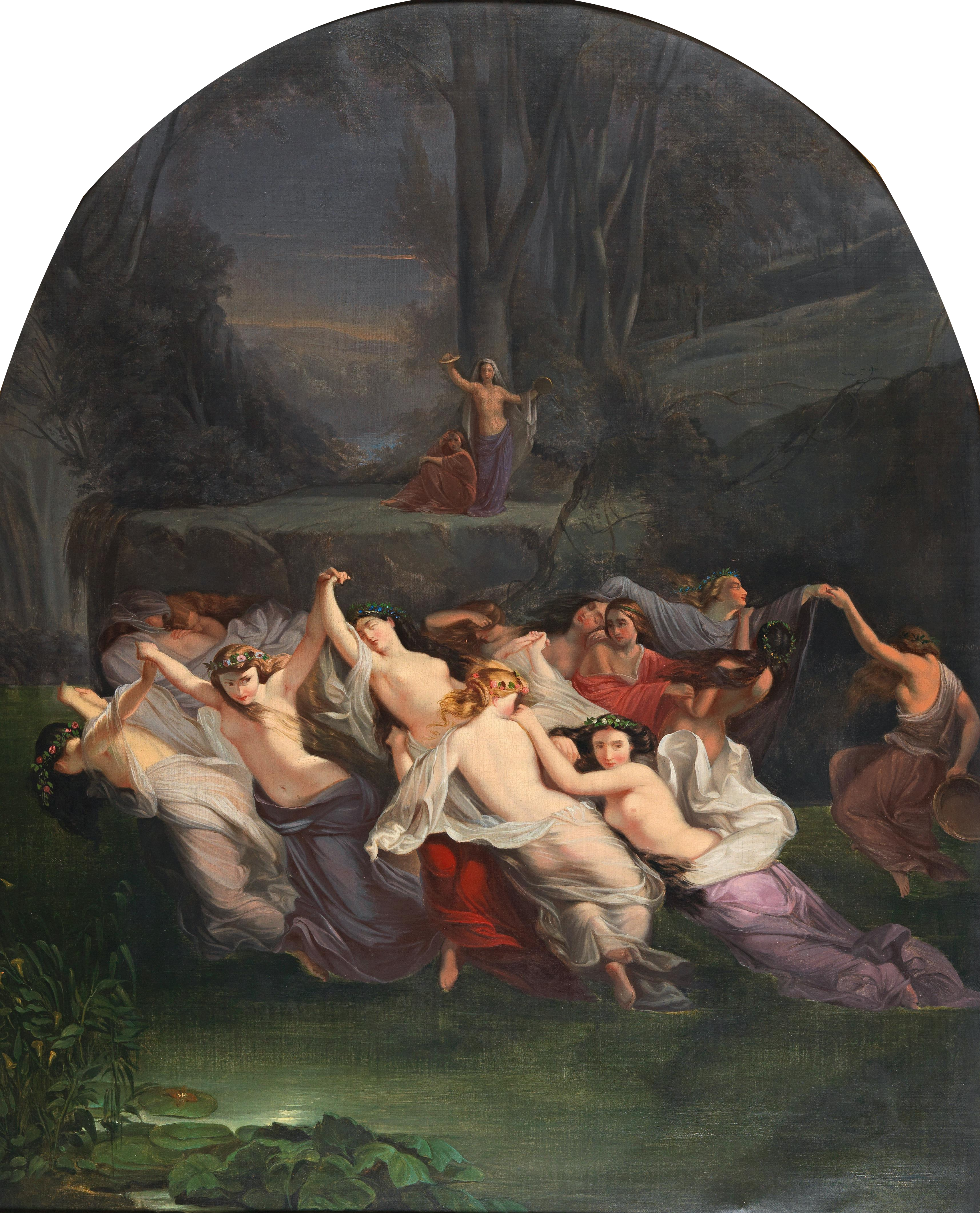
Danza delle fate, ante 1871
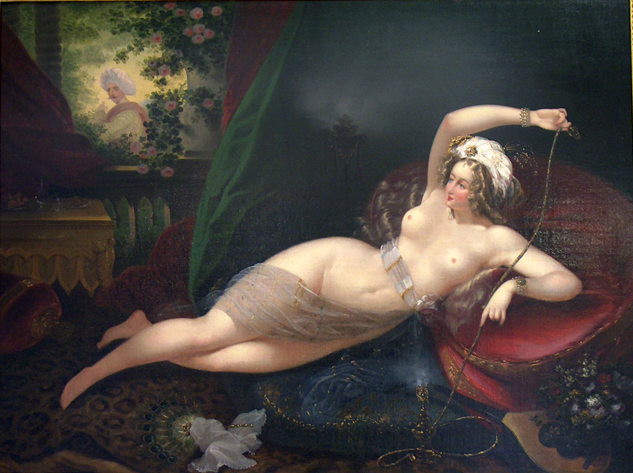
Asia, ante 1871
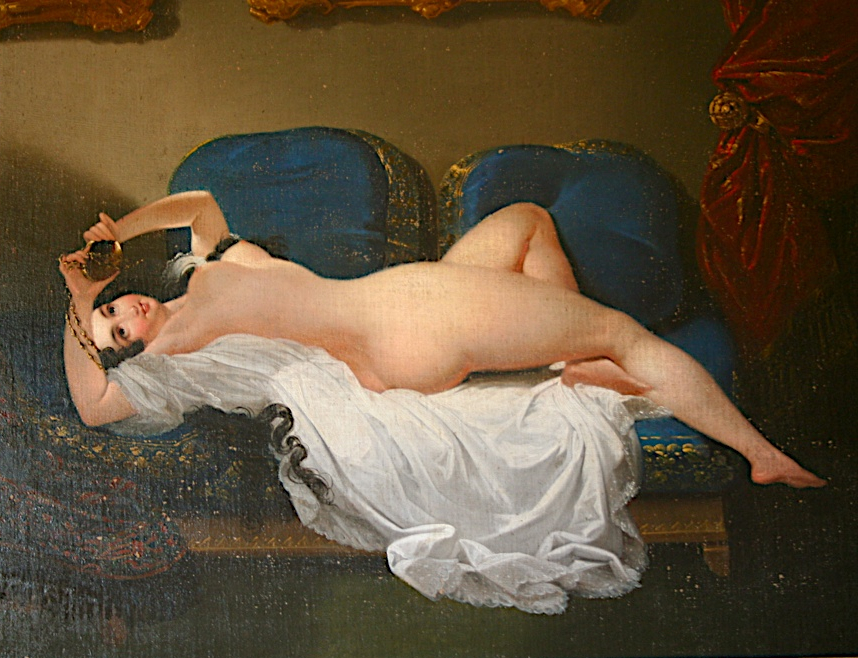
Europa, ante 1871